# Andreas Albrecht (Schriftsteller)
Andreas Albrecht (* 1951 in Cottbus) ist ein deutscher Schriftsteller. Er verfasst Erzählungen, Hörspiele und Lyrik.

## Leben
Andreas Albrecht wuchs in der DDR auf. An eine Ausbildung zum Rinderzüchter schloss sich ein Physikstudium an. 1996 zog Andreas Albrecht nach München. Dort erhielt er 1997 das Münchner Literaturstipendium. Im selben Jahr war er Burgschreiber in Beeskow.

## Werke
- Unter Umständen die Liebe, Erzählungen, Aufbau Verlag, Berlin und Weimar 1981
- Entfernung zu einem anderen Ort, Gedichte, Aufbau Verlag, Berlin und Weimar 1982
- Nachtwandeln und ähnliche Prosastücke, Aufbau Verlag, Berlin und Weimar 1984
- Ein Landaufenthalt, Erzählung, Aufbau Verlag, Berlin und Weimar 1988. ISBN 3-351-01172-5
- Zettel im Schnabel, Gedichte, Lyrikedition, München 2003. ISBN 3-935877-98-6